# Doumy
Doumy é uma comuna francesa na região administrativa da Nova Aquitânia, no departamento dos Pirenéus Atlânticos. Estende-se por uma área de 6,44 km². Em 2010 a comuna tinha 318 habitantes (densidade: 49,4 hab./km²).